# アドクス
アドクス（学名 Adocus）は、絶滅した水棲カメ類の属の一つ。以前はメキシコカワガメ科に属すると考えられていた。白亜紀末の大量絶滅を生き延びたが、古第三紀漸新世に絶滅した。

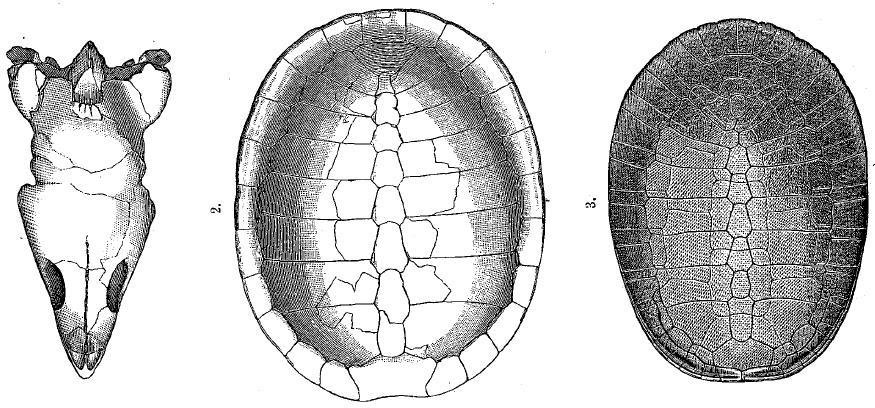
左からグリプトス・オルナトゥスの頭骨、同じく甲羅、アドクスの甲羅

## 記載
アドクスは、角質のプレートに保護され、丸い輪郭の平らな甲羅をもっていた。甲羅は約80cmの長さに達した。この大型の淡水性のカメは雑食性だった。北アメリカの白亜紀後期から暁新世まで生息していたが、アジアでは漸新世中期にも存在していた。

## 分布
アドクスは、カナダ、アメリカ合衆国、モンゴル、中国、日本、カザフスタン、タジキスタン、ウズベキスタンの白亜紀から漸新世までの地層から見つかっている。

## 種
- アドクス・アギリス Adocus agilis
- アドクス・アクサリィ Adocus aksary
- アドクス・ベアトゥス Adocus beatus,模式種 (シノニム: A. punctatus, A. lacer)
- アドクス・ボッシ Adocus bossi
- アドクス・ボストベンシス Adocus bostobensis
- アドクス・ジュルタセンシス Adocus dzhurtasensis
- アドクス・フィルムス Adocus firmus
- アドクス・フォヴェアトゥス Adocus foveatus
- アドクス・ヘスペリウス Adocus hesperius
- アドクス・キルトランディス Adocus kirtlandius
- アドクス・キジルクメンシス Adocus kizylkumensis
- アドクス・コハク Adocus kohaku[2]
- アドクス・リネオラトゥス Adocus lineolatus
- アドクス・オネロスス Adocus onerosus
- アドクス・オリエンタリス Adocus orientalis
- アドクス・プラヴス Adocus pravus
- アドクス・センゴクエンシス Adocus sengokuensis[1]
- アドクス・シンセティカス Adocus syntheticus